# Clayton (Ohio)
Clayton is een plaats (city) in de Amerikaanse staat Ohio, en valt bestuurlijk gezien onder Montgomery County.

## Demografie
Bij de volkstelling in 2000 werd het aantal inwoners vastgesteld op 13.347. In 2006 is het aantal inwoners door het United States Census Bureau geschat op 13.069, een daling van 278 (-2,1%).

## Geografie
Volgens het United States Census Bureau beslaat de plaats een oppervlakte van 48,1 km², waarvan 47,8 km² land en 0,3 km² water.

## Plaatsen in de nabije omgeving
De onderstaande figuur toont nabijgelegen plaatsen in een straal van 12 km rond Clayton.